# シマイサキ科
シマイサキ科（学名：Terapontidae）は、スズキ目スズキ亜目に所属する魚類の分類群（科）の一つ。シマイサキ・コトヒキなど、沿岸付近で暮らす種を中心に16属52種が含まれる。

## 分布・生態
シマイサキ科の魚類はインド洋から西部太平洋にかけて分布する。河口など沿岸近くの浅海で生活する種類が多く、汽水域から淡水に進出することもしばしばある。純粋な淡水魚も少なからず含まれ、その多くはオーストラリア・ニューギニア島から知られている。日本では沖縄諸島をはじめとする南日本の沿岸・淡水域から4属7種が報告され、うち3種（シミズシマイサキ・ニセシマイサキ・ヨコシマイサキ）は西表島の河川にほぼ限局して分布する。
本科魚類は浮き袋に独特な発音筋を備え、漁獲されたときに大きな音を出す種類が多い。食性はさまざまで、他の魚類や無脊椎動物を捕食するもののほか、藻類を摂食する種類もいる。

## 形態
やや左右に平たく側扁した、楕円形から卵型の体型をもつ。体長10-40cmほどの種類が多く、最大種では全長80cmにまで成長する。体色は暗灰色や褐色を基調とし、黒色の縦縞をもつ種が多い。鱗は櫛鱗で、側線鱗は45-80枚。前後に分割されたダンベル状の浮き袋をもち、スズキ亜目の中で際立った特徴となっている。浮き袋と頭蓋骨を接続する1対の筋肉が存在し、他のスズキ亜目魚類にみられる発音筋とは位置が異なっている。
背鰭は1つで切れ込みをもち、11-14本の棘条と8-14本の軟条で構成される。背鰭の棘条部分は、鱗状の鞘で構成された溝に折りたたむことが可能となっている。臀鰭は3 棘7-12軟条で、腹鰭は胸鰭の基底よりも後方に位置する。尾鰭の形状は円形から截形、あるいは陥凹するものまでさまざまで、分枝鰭条は15本。側線は途切れることなく尾鰭まで達する。
鰓蓋骨に2本のトゲをもち、下位の方がより長い。両顎には微細な歯が並び、ほとんどの種は鋤骨と口蓋骨の歯を欠く。鰓条骨は6本で、椎骨は25-27個。

## 分類
シマイサキ科にはNelson（2016）の体系において16属52種が認められている。本科のスペルには表記ゆれがあり、「Teraponidae」「Theraponidae」「Therapontidae」などと書かれることもあるが、Nelson（2006）以降は「Terapontidae」と記述されるようになっている。
- コトヒキ属 Terapon
  - コトヒキ Terapon jarbua

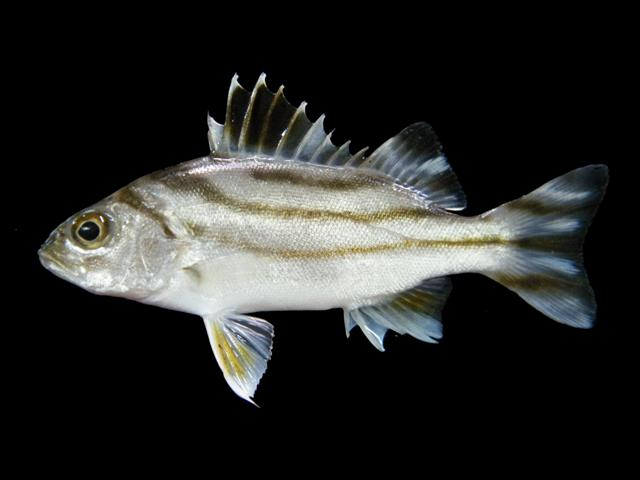
コトヒキ Terapon jarbua （コトヒキ属）。食用魚・観賞魚として広く利用され、吻は丸みを帯びる

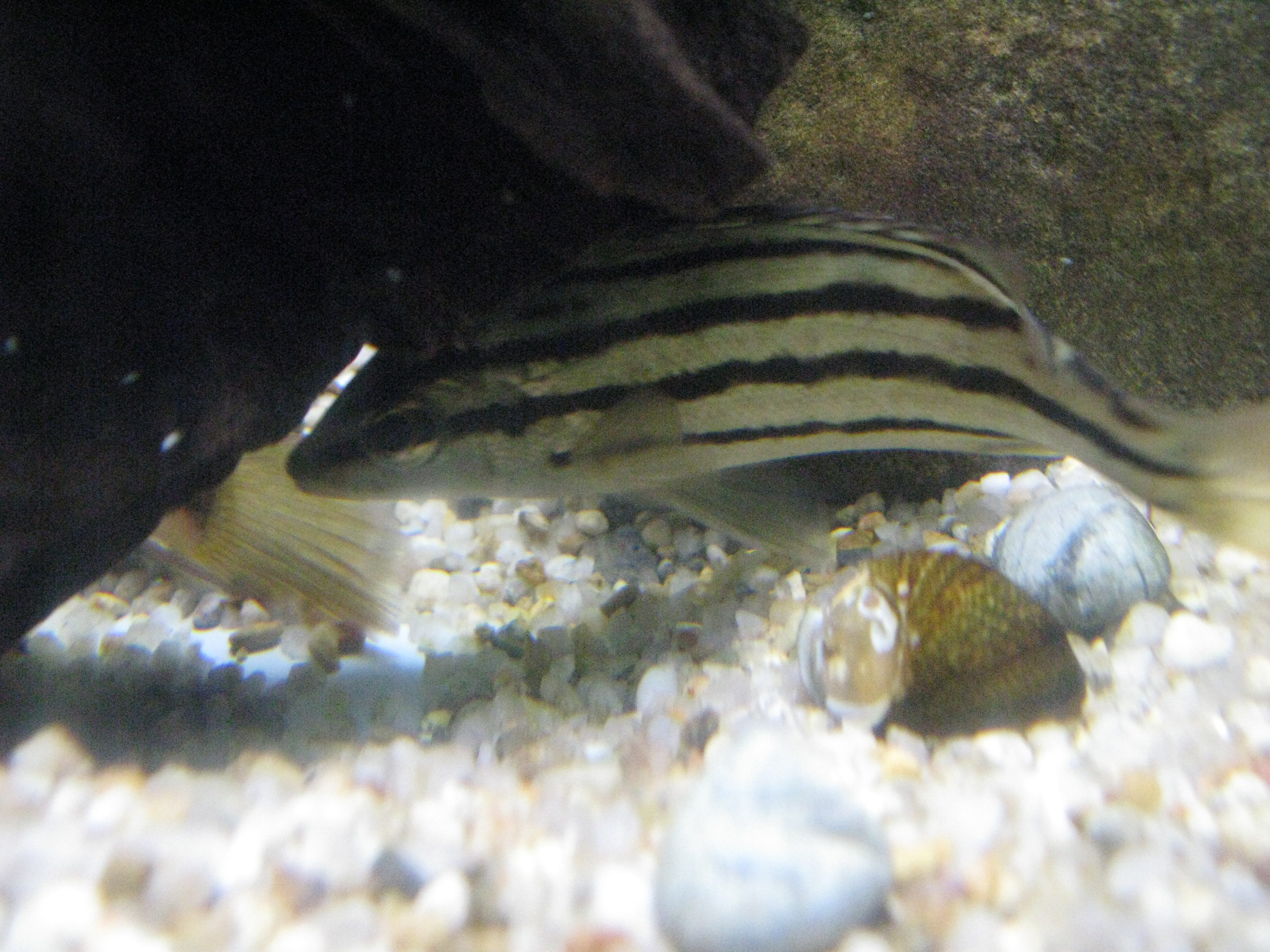
シマイサキ Rhynchopelates oxyrhynchus （シマイサキ属）。黒い縦縞は本科魚類の特徴である

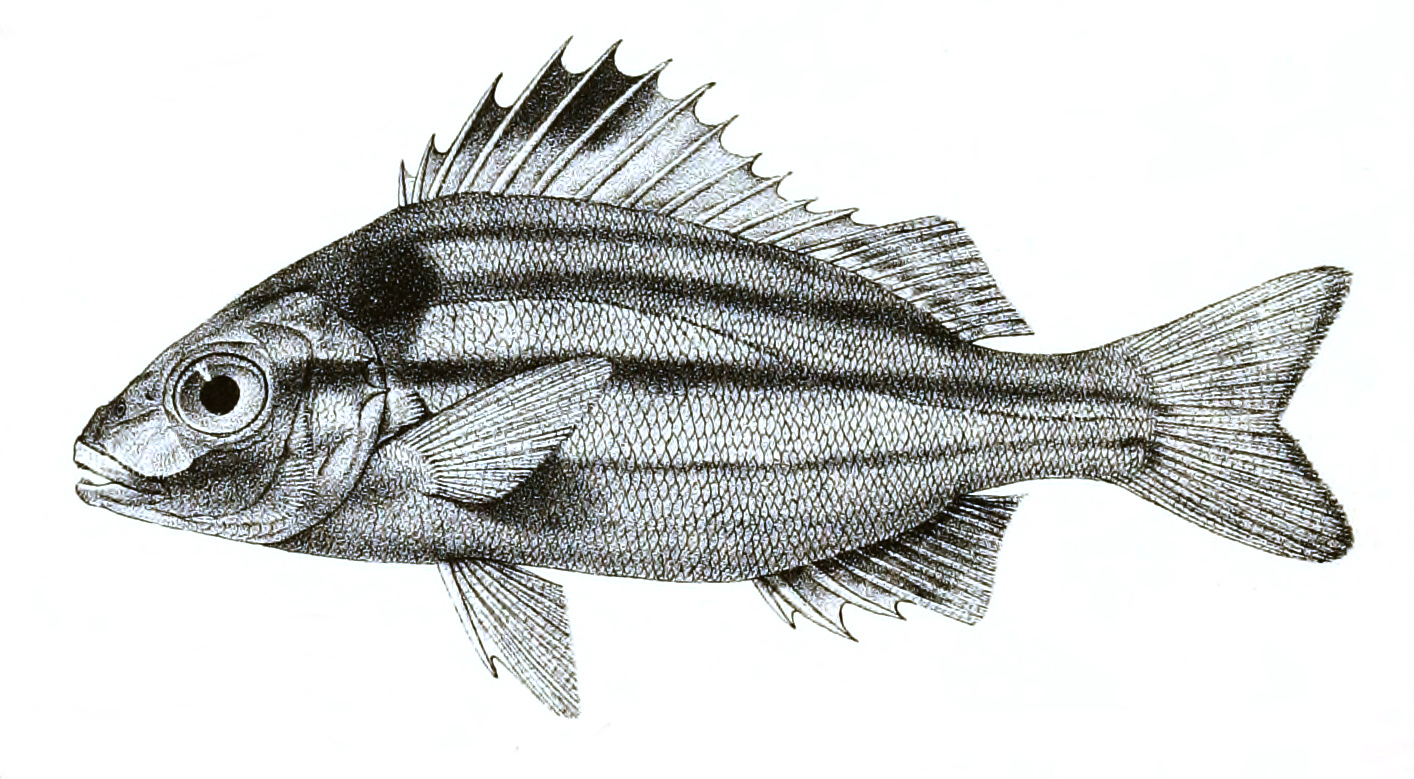
ヨスジシマイサキ Pelates quadrilineatus （ヨスジシマイサキ属）。雄は卵に新鮮な水を送るなどの保護を行う

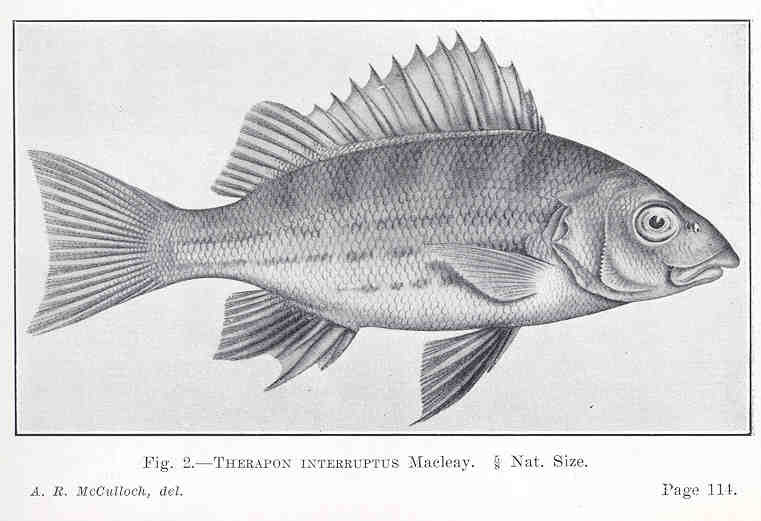
ヨコシマイサキ Mesopristes cancellatus （ヨコシマイサキ属）。日本では西表島のほか、沖縄島からごくまれに報告がある

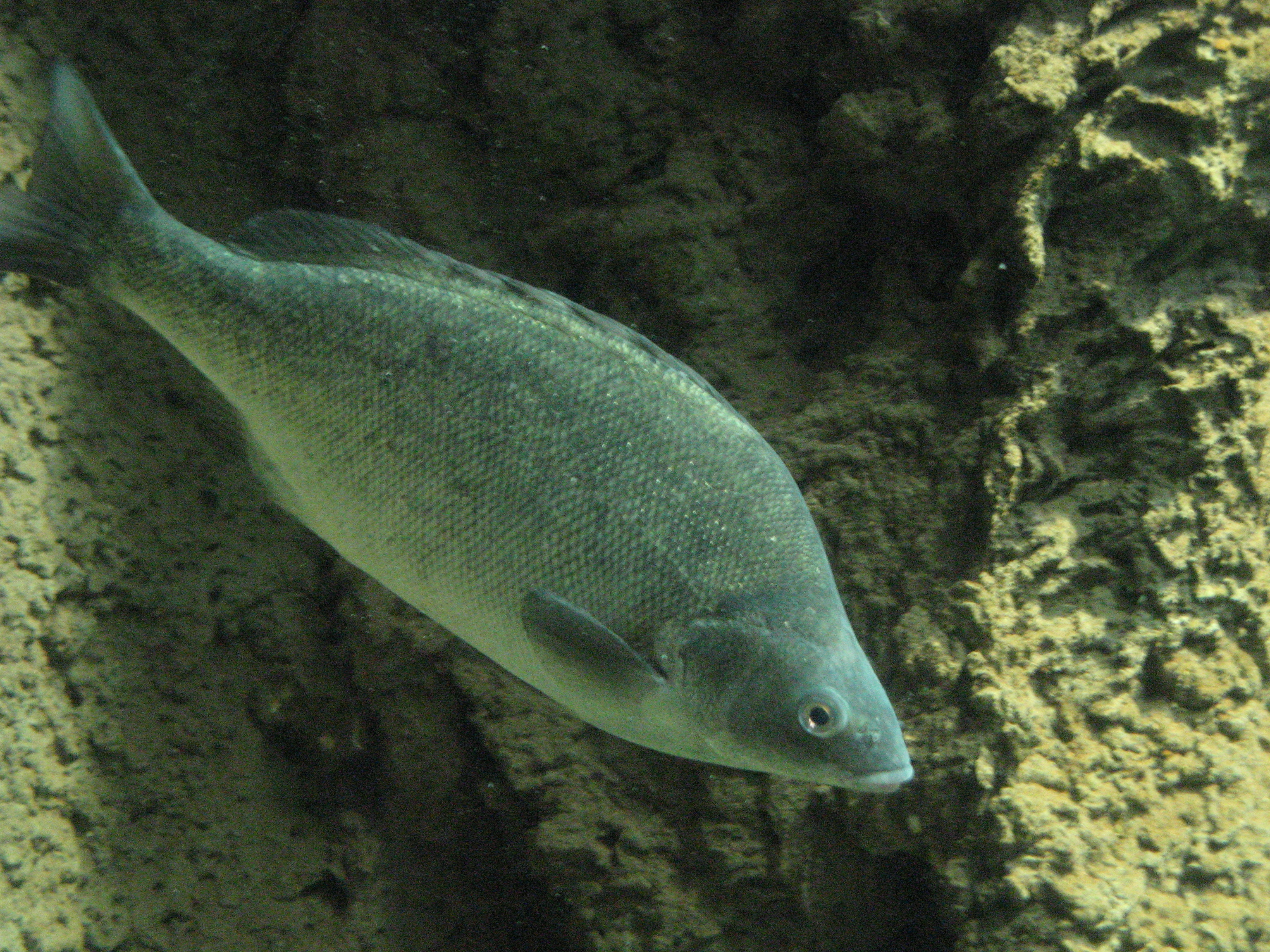
Bidyanus 属の1種（B. bidyanus）。オーストラリア固有種で、マレー川・ダーリング川水系のみに分布する淡水魚

  - ヒメコトヒキ Terapon theraps
  - Terapon puta
- シマイサキ属 Rhynchopelates
  - シマイサキ Rhynchopelates oxyrhynchus
- ヨコシマイサキ属 Mesopristes
  - シミズシマイサキ Mesopristes iravi
  - ニセシマイサキ Mesopristes argenteus
  - ヨコシマイサキ Mesopristes cancellatus
  - Mesopristes elongatus
  - Mesopristes kneri
- ヨスジシマイサキ属 Pelates
  - ヨスジシマイサキ Pelates quadrilineatus
  - Pelates octolineatus
  - Pelates qinglanensis
- Amniataba 属
  - Amniataba affinis
  - Amniataba caudavittata
  - Amniataba percoides
- Bidyanus 属
  - Bidyanus bidyanus
  - Bidyanus welchi
- Hannia 属
  - Hannia greenwayi
- Helotes 属
  - Helotes sexlineatus
- Hephaestus 属
  - Hephaestus adamsoni
  - Hephaestus carbo
  - Hephaestus epirrhinos
  - Hephaestus fuliginosus
  - Hephaestus habbemai
  - Hephaestus jenkinsi
  - Hephaestus komaensis
  - Hephaestus lineatus
  - Hephaestus obtusifrons
  - Hephaestus raymondi
  - Hephaestus roemeri
  - Hephaestus transmontanus
  - Hephaestus trimaculatus
  - Hephaestus tulliensis
- Lagusia 属
  - Lagusia micracanthus
- Leiopotherapon 属
  - Leiopotherapon aheneus
  - Leiopotherapon macrolepis
  - Leiopotherapon plumbeus
  - Leiopotherapon unicolor
- Pelsartia 属
  - Pelsartia humeralis
- Pingalla 属
  - Pingalla gilberti
  - Pingalla lorentzi
  - Pingalla midgleyi
- Scortum 属
  - Scortum barcoo - Barcoo grunter
  - Scortum hillii - leathery grunter
  - w:Scortum neili - Neil's grunter
  - Scortum parviceps - small-headed grunter
- Syncomistes 属
  - Syncomistes butleri
  - Syncomistes kimberleyensis
  - Syncomistes rastellus
  - Syncomistes trigonicus
- Variichthys 属
  - Variichthys jamoerensis
  - Variichthys lacustris